# المنظمة الوطنية لأبناء المجاهدين
المنظمة الوطنية لأبناء المجاهدين، هي منظمة جزائرية سياسية مستقلة، شعارها العهد والوفاء والاستمرارية، في رفع مشعل آباءهم وأجدادهم، للحفاظ على مبادئ الثورة الوطنية والتراث التاريخي للبلاد. أمينها العام خالفة مبارك منذ اُسِست سنة 1996. تعمل المنظمة على محاولة إدماج أبناء وبنات «المجاهدين» في (قانون المجاهد والشهيد). كما تعمل على حفاظ كرامة أبناء وبنات المجاهدين، بمساعدتهم في إيجاد مناصب عمل، وحل مشاكلهم الاجتماعية.

## هيكل المنظمة
تتكون المنظمة الوطنية لأبناء المجاهدين، من «أمانة وطنية»، و «أمانات ولائية» وبلدية، تتشكل «الأمانة الوطنية» من ثمانية (8) أعضاء ورئيس وطني للمنظمة، وتتشكل «الأمانة الولائية» من ستة عشر (16) عضوا و«رئيس ولائي»، وتتشكل الأمانة البلدية من ثمانية (8)أعضاء و«رئيس بلدي».

### مواضيع ذات صلة
- ثورة تحرير الجزائر
- المنظمة الوطنية للمجاهدين الجزائرية
- المنظمة الوطنية لأبناء الشهداء